# Meridià 178 a l'oest
El meridià 178 a l'oest de Greenwich és una línia de longitud que s'estén des del pol Nord travessant l'oceà Àrtic, Àsia, l'oceà Pacífic, Oceania, l'oceà Antàrtic, i l'Antàrtida fins al pol Sud.
El meridià 178 a l'oest forma un cercle màxim amb el meridià 2 a l'est. Com tots els altres meridians, la seva longitud correspon a una semicircumferència terrestre, uns 20.003,932 km. Al nivell de l'Equador, és a una distància del meridià de Greenwich de 19.815 km.

## De Pol a Pol
Començant en el pol Nord i dirigint-se cap al pol Sud, aquest meridià travessa:
| Coordenades                               | País, territori o mar | Notes |
| ----------------------------------------- | --------------------- | --- |
| 90° 0′ N, 178° 0′ O / 90.000°N,178.000°O  | Oceà Àrtic            | |
| 71° 27′ N, 178° 0′ O / 71.450°N,178.000°O | Rússia                | Districte autònom de Txukotka — Illa de Wrangel |
| 71° 1′ N, 178° 0′ O / 71.017°N,178.000°O  | Mar dels Txuktxis     | |
| 68° 26′ N, 178° 0′ O / 68.433°N,178.000°O | Rússia                | Districte autònom de Txukotka |
| 65° 26′ N, 178° 0′ O / 65.433°N,178.000°O | Mar de Bering         | |
| 51° 55′ N, 178° 0′ O / 51.917°N,178.000°O | Estats Units          | Alaska — Illa Tanaga |
| 51° 38′ N, 178° 0′ O / 51.633°N,178.000°O | Oceà Pacífic          | Passa a l'est de l'atol Kure, Hawaii, Estats Units (a 28° 23′ N, 178° 18′ O / 28.383°N,178.300°O) · Passa a l'est de l'illa de Futuna, Wallis i Futuna (a 14° 19′ S, 178° 3′ O / 14.317°S,178.050°O) |
| 14° 20′ S, 178° 0′ O / 14.333°S,178.000°O | Wallis i Futuna       | Alofi |
| 14° 21′ S, 178° 0′ O / 14.350°S,178.000°O | Oceà Pacífic          | Passa a l'est de Vatoa, Fiji (a 19° 49′ S, 178° 13′ O / 19.817°S,178.217°O) · Passa a l'est de l'illa Raoul, Nova Zelanda (a 29° 15′ S, 177° 58′ O / 29.250°S,177.967°O)                             |
| 60° 0′ S, 178° 0′ O / 60.000°S,178.000°O  | Oceà Antàrtic         | |
| 78° 24′ S, 178° 0′ O / 78.400°S,178.000°O | Antàrtida             | Dependència de Ross, reclamat per Nova Zelanda |